# Наголоватки волошкові
Наголоватки волошкові (Jurinea cyanoides) — вид рослин з родини айстрових (Asteraceae), поширений у центральній і східній Європі, західному Сибіру й на Кавказі.

## Опис
Багаторічна трав'яниста рослина 20–60 см заввишки. Стебла прямовисні. Листки зібрані у прикореневу розетку, зверху спочатку шерстисті, а потім стають голі, темно-зелені, зісподу листки лишаються біло-волосистими. Нижні листки яйцеподібні, 15–18 см завдовжки, глибоко перисто-розсічені, з видовжено-ланцетними сегментами шириною 1–3 мм. Верхні листки нерозрізані, довгасто-лінійні. Квітки зібрані в кошики, на квітконосах частіше по одному кошику. Вони мають діаметр ≈3 см. Найчастіше віночок фіолетовий. Сім'янки стають гладкими і слабко смуглявими.

## Поширення
Поширений у центральній і східній Європі, західному Сибіру й на Кавказі. Зокрема, вид росте в Україні.

## Охорона
Вид занесений до Директиви Європейського Союзу 92/43/ЄС «Про збереження природних оселищ та видів природної фауни і флори» (Додаток II. Види рослин і тварин, що становлять особливий інтерес для Європейського Союзу, збереження яких потребує створення територій особливої охорони).

## Галерея

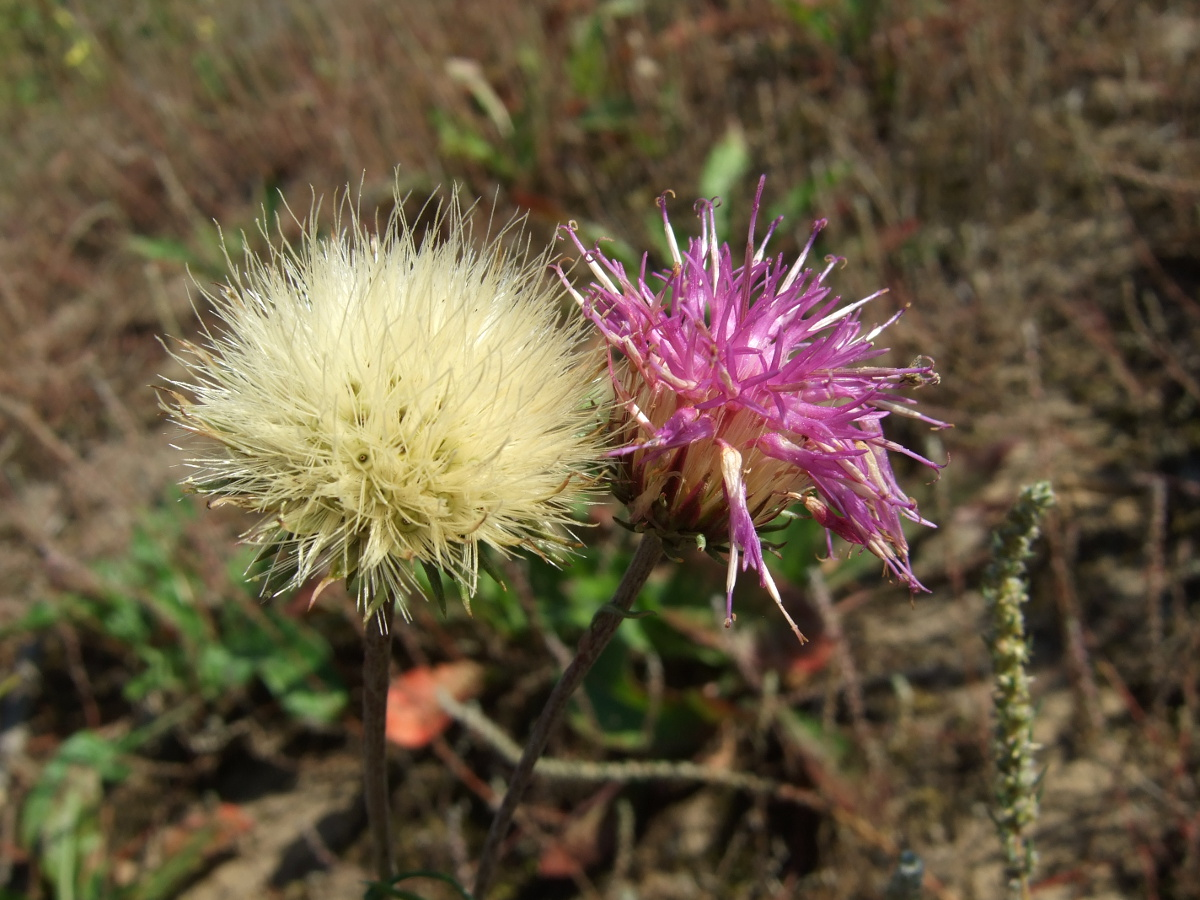
плоди і квіти
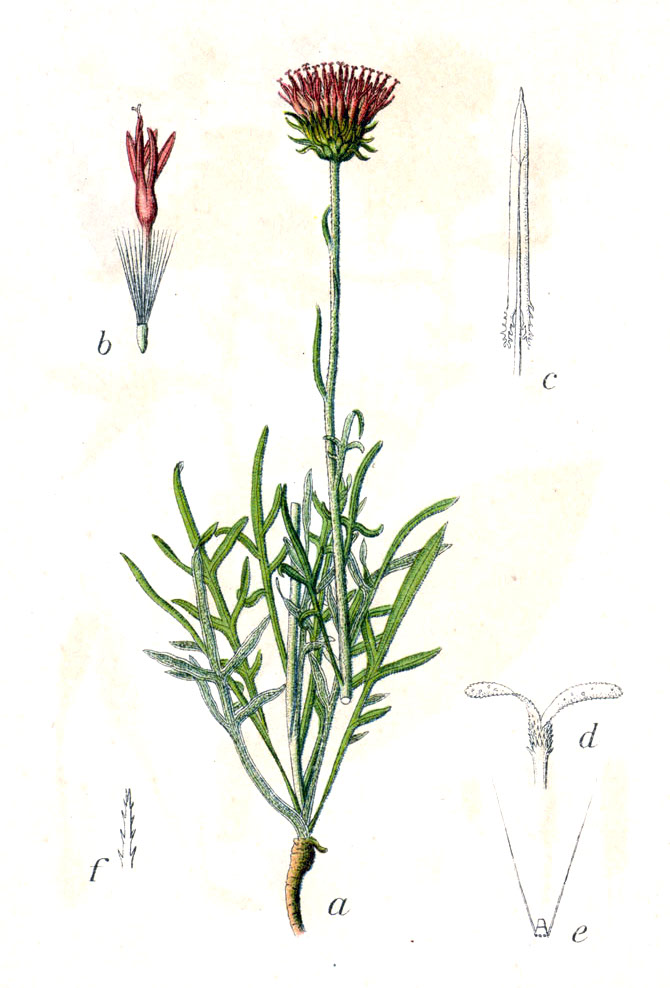
ілюстрація